# Makrešane
Makrešane (cyr. Макрешане) – wieś w Serbii, w okręgu rasińskim, w mieście Kruševac. W 2011 roku liczyła 1414 mieszkańców.